# Wydział Studiów nad Rodziną Uniwersytetu Kardynała Stefana Wyszyńskiego
Wydział Studiów nad Rodziną Uniwersytetu Kardynała Stefana Wyszyńskiego – jeden z dwunastu wydziałów Uniwersytetu Kardynała Stefana Wyszyńskiego w Warszawie. Jego siedziba znajdowała się do 2016 roku przy ul. K.K. Baczyńskiego 9 w Łomiankach. Obecnie siedziba Wydziału mieści się na Kampusie Uniwersytetu Kardynała Stefana Wyszyńskiego przy ul. Wóycickiego 1/3 w Warszawie.
Powstał w roku 1975 jako Instytut Studiów nad Rodziną, od 2010 funkcjonuje jako Wydział.

## Struktura
- Sekcja Filozoficzno-Teologiczna Małżeństwa i Rodziny
  - Katedra Historii Teologii Małżeństwa i Rodziny
  - Katedra Teologii Systematycznej Małżeństwa i Rodziny
  - Katedra Teologii Pastoralnej Małżeństwa i Rodziny
  - Katedra Antropologii i Bioetyki
- Sekcja Psychologiczno-Pedagogiczna Małżeństwa i Rodziny
  - Katedra Psychologii Małżeństwa i Rodziny
  - Katedra Psychologii Zdrowia
  - Katedra Pedagogiki Rodziny
- Sekcja Biomedycznych Uwarunkowań Rozwoju Człowieka
  - Katedra Rozwoju Człowieka
  - Katedra Odpowiedzialnego Rodzicielstwa
  - Katedra Wychowania Zdrowotnego
- Sekcja Społeczno-Prawna Małżeństwa i Rodziny
  - Katedra Socjologii Małżeństwa i Rodziny
  - Katedra Ekonomii, Polityki Społecznej i Demografii
  - Katedra Prawa Rodzinnego: Kanonicznego i Polskiego

## Kierunki studiów
- Nauki o rodzinie

## Władze
- Dziekan: ks. prof. dr hab Mieczysław Ozorowski
- Prodziekan: ks. dr Wojciech Kućko